# الیزابت لانگفورد
الیزابت پاکنهام، کنتس لانگفورد (زادهٔ ۳۰ اوت ۱۹۰۶- وفات ۲۳ اکتبر ۲۰۰۲ میلادی) که بیشتر به نام الیزابت لانگفورد شناخته می‌شود، تاریخنگار و نویسندهٔ بریتانیایی بود. وی در انجمن پادشاهی ادبیات انگلستان نیز عضویت داشت. آثار تاریخ‌نگاری-بیوگرافی که وی در مورد خانواده‌های اشرافی قرن نوزدهم میلادی بریتانیا نوشته‌است بسیار مورد توجه می‌باشند.

## آثار
- ملکه ویکتوریا (1964) [برندهٔ جایزه یادبود جیمز تیت بلاک][۷]
- مجموعهٔ ولینگتون: جلد اول سالهای شمشیر (۱۹۶۹) و جلد دوم ستون دولت (1972) [بیوگرافی نخستین دوک ولینگتون که از بستگان همسر نویسنده بشمار می‌آمد][۸]
- خاندان سلطنتی وینزر (1974)[۹]
- وینستون چرچیل (1974)[۱۰]
- بایرونِ یونان (1975)[۱۱]
- بایرون (1976)[۱۲]
- زیارتِ اشتیاق: زندگی ویلفرد اسکاون بلانت (۱۹۷۹)؛ [در سال ۲۰۰۷ توسط آی بی توریس تجدید چاپ شد][۱۳]
- زنانِ برجستهٔ دوران ویکتوریایی (1981)[۱۴]
- یورشِ جیمسون (1982)[۱۵]
- ملکه الیزابت (1983)[۱۶]
- سنگریزهٔ ساحل: اتوبیوگرافی (1986)[۱۷]
- سریرِ سلطنتی: آیندهٔ پادشاهی (1993)[۱۸]